# Дудо Сен-Кантенский
Дудо Сен-Кантенский (фр. Dudon de Saint-Quentin, лат. Dudo Sancti Quintini; около 965 или 970, Сен-Кантен — ранее 1043) — нормандский хронист и историк, автор сочинения «О нравах и деяниях первых герцогов Нормандии» (лат. De moribus et actis primorum Normanniae ducum), или «Истории норманнов» (лат. Historia Normannorum).

## Жизнь и труды
Дудо родился в Пикардии, в графстве Вермандуа, и, вероятно, учился в Лане. В 986 году он был направлен послом графа Адальберта Благочестивого к герцогу Нормандии Ричарду I Бесстрашному. Успешно выполнив свою миссию, Дудо возвратился в Сен-Кантен, где занимал должность каноника, а затем декана.
Вторично он посетил Нормандию по личному приглашению герцога Ричарда, который поручил ему написание истории норманнов. Проведя за этим трудом несколько лет, тот создал свою «Историю норманнов» (лат. Historia Normannorum), известную также под названием «О нравах и деяниях первых герцогов Нормандии» (лат. De moribus et actis primorum Normanniae ducum). Исполняя обязанности правителя канцелярии нормандского герцога, мог использовать в них хранившиеся там подлинные акты и хартии. После смерти Ричарда I Дудо стал капелланом его сына Ричарда II Доброго.
Сочинение написано на латинском языке, местами малопонятном, относительно редким стилем прозиметром, представляющим из себя сложное сочетание повествовательной прозы и стихотворных вставок, которых в тексте насчитывается 88. Оно охватывает события, происходившие в период с 852 по 996 год, когда скончался Ричард I Бесстрашный, и состоит из четырёх частей, каждая из которых посвящена правлению отдельного нормандского герцога.
В первой описаны набеги язычников-норманнов, в том числе под предводительством легендарного Гастинга (вторая пол. IX в.), трактуемые как наказание божье франкам за их грехи. Во второй изложена история обращения норманнов во главе с их вождём Роллоном (911—927), получение последним земель от франкского короля Карла III Простоватого (898—922) и основание им герцогской династии. Третья повествует о борьбе нормандского герцога Вильгельма Длинный Меч (927—942) против соседей и продолжавшихся набегов викингов, а также его гибели от руки графа Фландрии Арнульфа I Старшего (918—958, 962—964). Четвертая часть доводит изложение до конца правления Ричарда I, изображенного справедливым государем и защитником веры.
Содержание хроники, созданной между 1015 и 1026 годами и посвящённой епископу Ланскому Адальберону, указывает на довольно высокий уровень образованности Дудо, знавшего сочинения Вергилия, Тита Ливия и других латинских авторов. При написании своей хроники он, по-видимому, прежде всего использовал «Бертинские анналы», «Ведастинские анналы» и анналы Флодоарда, но также опирается и на устные предания своего времени. В частности, источниками ему могли послужить воспоминания сводного брата герцога Ричарда Рауля д’Иври и некоторых других современников, а также местные героические песни, положенные позже в основу классических Chanson de geste.
Хроника Дудо Сен-Кантенского была хорошо известна в Средние века и впоследствии послужила источником для хроник Роберта де Ториньи, Гийома Жюмьежского, Гийома де Пуатье, Гуго де Флёри и др. Известно не менее 11 её манускриптов, датированных XII—XIV веками, из собраний Национальной библиотеки Франции, Британской библиотеки, Бодлианской библиотеки Оксфордского университета, библиотеки колледжа Корпус-Кристи Кембриджского университета, библиотеки Лейденского университета, Городской библиотеки Берна, а также муниципальных библиотек Алансона, Дуэ и Руана. Впервые она была напечатана в 1619 году в Париже в сборнике «Древние нормандские историки» (лат. Historiae Normanorum scriptores antiqui), подготовленном королевским историографом Андре Дюшеном. Комментированные научные издания её были выпущены в 1844 году в Париже и в 1865 году в Кане.

## Издания
- De moribus et actis primorum Normanniæ ducum, ed. Jules Lair // Mémoires de la Société des Antiquaires de Normandie. — Volume 23. — Pt. 2. — Caen: F. Le Blanc-Hardel, 1865. — pp. 115—314.